# Hushang Moradi Kermani
Hushang Moradi Kermani (persiska: هوشنگ مرادی کرمانی), född 7 september 1944 i byn Sirch i Kerman-provinsen i Iran, är en framstående iransk barn- och ungdomsförfattare.
Moradi Kermani fick sin tidiga utbildning i sin hemtrakt och avlade därefter fil.kand.-examen i engelska vid Teherans universitet. Han publicerade sina första böcker på 1960-talet då han blev anställd på Irans Television i Kerman. Flera iranska teveserier och filmer har producerats baserade på hans böcker. 2006 regisserade Dariush Mehrjui filmen Mors gäst (Mehman-e madar) baserad på Moradi Kermanis bok med samma namn. Mest känd är Moradi Kermani för ungdomsboken Berättelser om Majid (Qesseha-ye Majid) som publicerades 1975 och som till stora delar är självbiografisk. Boken handlar om hans uppväxt hos hans farmor i Sirch och är ännu i dag en bästsäljare.
Moradi Kermanis böcker finns översatta till ett tiotal språk, bland annat Esperanto, engelska, franska, hindi, arabiska och nederländska. Han har mottagit flera internationella priser, bland annat HC Andersens internationella pris 1994 och University of San Francisco Book of the Year 2000. Han har flera gånger nominerats till Astrid Lindgren Memorial Award.